# Прапор Гніздичева
Пра́пор Гніздичева — офіційний символ селища Гніздичів Львівської області. Затверджений 13 липня 2007 року рішенням сесії Гніздичівської селищної ради.
Автор — А. Гречило.

## Опис прапора
Квадратне полотнище, у зеленому полі з вільного краю стоїть білий лелека з чорним оперенням на крилах, червоним дзьобом і лапами, у верхньому вільному куті — жовта 8-променева зірка, від древка йде вертикальна жовта смуга, завширшки в 1/4 сторони прапора. 

## Зміст
Лелека підкреслює місцеві природні особливості. Зелене поле означає те, що Гніздичів виник серед густих лісів. Жовта зірка як Богородичний символ уособлює відпустове місце Кохавине.